# Гаркхой
Гаркхо́й (Горкхо́й, Гарако́й) — один из больших ингушских родов(тейпов). Включает в себя около 35 и более ингушских фамилий (ингуш. ‘’тайпан цIи’’). Гаркхой происходит из древнего поселения Горной Ингушетии: Гаркх.

## Фамилии
Тейп Гаркхой включает в себя следующие ингушские фамилии:
1. Гаракоевы прож. В Насаре, сп Сурхахи, г. Малгобек, в сп Долаково
2. Амерхановы прож. В сп Яндаре
3. Шибиловы прож. В сп Долаково
4. Чожоевы
5. Аспиевы — птр. от Гарокоевых, прож. в с. п. Али-юрт
6. Белакиевы — птр. от Гарокоевых, прож. в с. Долаково. с. Барсуки.
7. Бажиевы — птр. от Белакиевы, прож. в с. Долаково.
8. Батыровы — птр. от Гаракоевых, прож. в ауле Гаракх ущелье Армхи. г. Назрань.
9. Даурбековы — птр. от Гарокоевых, прож. в с. Барсуки,  г. Малгобек
10. Татриевы — птр. от Гарокоевых, прож. в с. Али-юрт, с. Сурхахи.
11. Чаджаевы — птр. от Гарокоевых, прож. в с. Долаково.
12. Джамбулатовы — птр. от Гарокоевых, прож. в г. Назрань.
13. Караджевы — птр. от Гарокоевых, прож. в сп Сурхахи
14. Касиевы, Джандаровы — птр. от Гарокоевых, прож. в с. Долаково. с. Кантышево.
15. Джаниевы — птр. от Гарокоевых, прож. в с. Шолхи.
16. Ильясовы — птр. от Гарокоевых, прож. в с. Н.-Корт, г. Назрань.
17. Келиговы — птр. от Гаракоевых прож. в с Сагопши, Каским
18. Чаплоевы прож. в г. Назрань
19. Газгиреевы,Хазботовы прож. В с. Мочкиюрт, сп Новый редант
20. Точиевы - птр. от Караджевых

## Галерея
Гарак (Гаркх) — три 22-х метровые боевые башни в пять этажей с плоской крышей и зубчатым завершением и две полубоевые в три этажа с плоской крышей (8,2 и 8,5 метра высоты) — (руины,1944 г.)